# Beta-glucano
Beta-glucanos (β-glucanos) são polissacarídeos de monômeros de D-glicose unidos por ligações glicosídicas β. São um grupo diversificado de moléculas que podem variar no que diz respeito à massa molecular, a solubilidade, a viscosidade, e a configuração tridimensional. Elas ocorrem mais comumente como celulose em plantas, o farelo de grãos de cereais, a parede celular de leveduras, certos fungos, cogumelos e bactérias. Algumas formas de beta-glucanos são úteis para a nutrição humana como agentes de texturização e como fibras solúveis de suplementos, mas pode ser um problema no processo de fabricação de cerveja.